# Kahvi
Kahvi — Музыкальная Студия, основанный в 1998 году. Располагается в Лондоне, Великобритания. Управляет им 4T Thieves. Слово kahvi в финском языке означает «кофе».
Основным направлением Kahvi является свободное распространение музыки, однако помимо этого студия выпускает и коммерческие релизы. Эти релизы доступны через iTunes, Spotify и другие подобные сервисы, распространяющие коммерческую музыку.
Вся музыка на Kahvi распространяется  под лицензией Creative Commons BY-NC-ND 3.0. Это означает, что нельзя делать производные работы, но можно распространять музыку, при этом указывая её автора и не используя музыку в коммерческих целях.

## Музыка
На Kahvi можно найти много музыки таких жанров, как IDM (например, #292: Weldroid / Attitude Indicator), Orchestral (#262: Coax / The Ice Garden), Ambient (#103: Saul Stokes / This Road is Glowing), Electronic (#267: Das Kraftfuttermischwerk / Im Garten der Schneekugel), Melodic IDM (#222: Scann-tec / The man who lives offline).
Музыка распространяется в форматах MP3 и Ogg Vorbis.
Помимо этого есть миксы из музыки разных исполнителей.

## Исполнители, распространяющие музыку через Kahvi
- Abjective
- Esem
- The Bioradio
- Kenny Beltrey
- Realsmokers
- Dreamlin[бел.]
- Xhale
- Lackluster
- Sushi Brother
- Blamstrain
- Bad Loop
- The Alpha Conspiracy
- Sense
- Xerxes
- Mosaik
- Zainetica
- Cheju
- KiloWatts
- Planet Boelex
- Aleksi Eeben
- Meso